# Гаррі К'юелл
Га́рольд «Га́ррі» К'ю́елл (англ. Harold "Harry" Kewell; нар. 22 червня 1978 року, Смітфілд, Новий Південний Уельс, Австралія) — австралійський футболіст та футбольний тренер, грав на позиції нападника. Один з найвідоміших і найтитулованіших австралійських футболістів.

## Кар'єра
У 1995 році Гаррі К'юелл отримав пропозицію перейти в англійський «Лідс Юнайтед». У ту пору «Лідс» був одним з лідерів Прем'єр-ліги. Спочатку Гаррі виступав за молодіжний склад клубу, у складі якого став чемпіоном Англії. Починаючи з сезону 1997/1998, Гаррі незмінно потрапляє до складу «Лідс Юнайтед». У той час тренером «Лідс» був Джордж Грем, досвідчений наставник, але максимум що йому вдалося, це зайняти місце в турнірній таблиці, що дозволяє виступати в Кубку УЄФА. Грема змінив легендарний захисник збірної Ірландії і лондонського «Арсеналу» Девід О'Лірі. У команді успішно виступали молоді Марк Відука, Ріо Фердинанд, Роббі Кін, Алан Сміт, Лі Бойер і Пол Робінсон. У «Лідс Юнайтед», за прикладом «Манчестер Юнайтед», почалося грошове вливання.
К'юелл грав одну з провідних ролей в клубі. Його гра викликала захоплення глядачів «Елланд Роуд», і за свою гру як в «Лідсі», так і збірної Австралії Гаррі називався найкращим гравцем Океанії. Але Гаррі, як і багато талановитих гравців, був жертвою травм, які, можливо, так і не дозволили йому розкрити свій талант повністю. У його кар'єрі в складі «Лідса» можна тільки з натяжкою набрати три повноцінних сезони, коли Харрі більше 30 разів виходив на поле, всі інші сезони К'юелл був змушений заліковувати травми.
Не найкраща ситуація складалася і в клубі, попри те, що «Лідс Юнайтед» був учасником Ліги чемпіонів, в чемпіонаті команда не показувала результату. На зміну О'Лірі прийшов не менш знаменитий у минулому захисник збірної Англії та «Евертон» Пітер Рід. При ньому справи як у Гаррі, так і у клубу, складалися погано. Після того, як в сезоні 2002/2003 «Лідс Юнайтед» почав терпіти катастрофу, К'юелл перейшов до «Ліверпуля».
Але і в «Ліверпулі» кар'єра у Гаррі не склалась, провиною чому знову травми. Тільки свій перший сезон К'юелл провів повноцінно, всі інші змушений був лікувати травми. У сезоні 2006/2007 австралієць зіграв два неповних матчу за сезон і забив гол. У кінці сезону 2007/2008 Харрі вирішив перебратися в Стамбул у «Галатасарай».
8 серпня 2011 року підписав контракт з «Мельбурн Вікторі».
Протягом 2013—2014 років К'юелл виступав за катарський «Аль-Гарафа» та австралійський «Мельбурн Сіті», де і завершив кар'єру гравця.

## Тренерська кар'єра
У 2015—2017 роках Гаррі К'юелл очолював команду «Вотфорда» серед 23-річних. У травні 2017 року очолив тренерський штаб «Кроулі Тауна».

## Досягнення

### «Лідс Юнайтед»
- Володар молодіжного кубка Англії (1997)

### «Ліверпуль»
- Переможець Ліги чемпіонів (2005)
- Володар Суперкубка УЄФА (2005)
- Володар кубка Англії (2006)
- Володар суперкубка Англії (2006)

### «Галатасарай»
- Володар суперкубка Туреччини (2008)

### Збірна
- Переможець Юнацького чемпіонату ОФК: 1995
- Переможець Молодіжного чемпіонату ОФК: 1997
- Володар Кубка націй ОФК: 2004
- Фіналіст Кубка конфедерацій: 1997
- Срібний призер Кубка Азії: 2011